# 在モンゴル外国公館の一覧

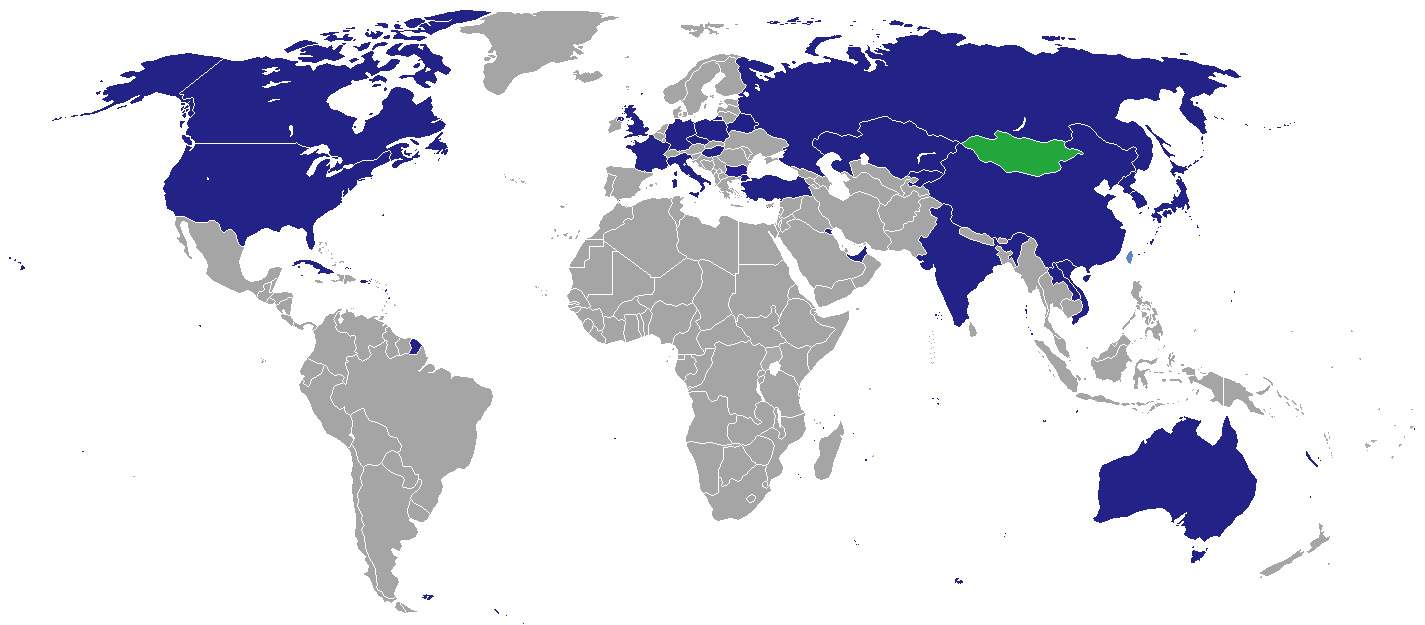
モンゴルに大使館を置く国

下記は、在モンゴル外国公館の一覧である。首都ウランバートルには現在26ヶ国の大使館がある。モンゴルと外交関係があるが大使館のない国の多くが北京にある在中国大使館に管轄させている。

## 大使館

### ウランバートル
- オーストラリア
- ベラルーシ
- ブルガリア
- カナダ
- 中華人民共和国（大使館）
- キューバ
- チェコ
- フランス
- ドイツ
- ハンガリー
- インド
- イタリア
- 日本（大使館）
- カザフスタン
- キルギス[1]
- クウェート
- ラオス
- 朝鮮民主主義人民共和国
- ポーランド
- ロシア
- 大韓民国
- トルコ（大使館）
- アラブ首長国連邦
- イギリス
- アメリカ合衆国
- ベトナム

## 駐モンゴル大使館がない国

### 大使が本国に常駐している国
- サンマリノ

### 大使が本国以外に常駐している国
在中華人民共和国大使館が管轄
- アフガニスタン
- アルバニア
- アルジェリア
- アンゴラ
- アルメニア
- アルゼンチン
- オーストリア
- アゼルバイジャン
- バングラデシュ
- バーレーン
- ベルギー
- ベナン
- ボスニア・ヘルツェゴビナ
- ブラジル
- ブルネイ
- カンボジア
- 中央アフリカ共和国
- コンゴ共和国
- クロアチア
- キプロス（大使館）
- デンマーク
- エジプト
- エストニア
- エチオピア
- フィンランド
- ギリシャ
- ギニアビサウ
- アイスランド
- インドネシア
- イラン
- イラク
- アイルランド
- イスラエル
- ヨルダン
- ケニア
- ラトビア
- レバノン
- レソト
- リビア
- リトアニア
- ルクセンブルク
- 北マケドニア
- マダガスカル
- マラウイ
- マレーシア
- マルタ
- モルドバ
- ミャンマー
- ナミビア
- オランダ
- ネパール
- ニュージーランド
- ニジェール
- ナイジェリア
- ノルウェー
- オマーン
- パキスタン
- ペルー
- フィリピン
- ポルトガル
- カタール
- ルーマニア
- サウジアラビア
- セルビア
- スロバキア
- スロベニア
- 南アフリカ共和国
- スペイン
- スウェーデン
- スイス
- スーダン
- シリア
- タンザニア
- タイ
- チュニジア
- トルクメニスタン
- ウクライナ
- ウルグアイ
- ウズベキスタン
- ザンビア
- ジンバブエ

在大韓民国大使館が管轄
- アゼルバイジャン
- チリ
- コロンビア
- バチカン
- メキシコ
- パラグアイ
- シンガポール

在ロシア大使館が管轄
- ボリビア
- ガーナ
- ギニア
- モーリタニア
- モザンビーク
- パレスチナ

その他の国の大使館が管轄
- ブータン（在インド大使館）
- タジキスタン（在カザフスタン大使館）

## 代表部
- 台湾（台北貿易経済代表処）
- 欧州連合（代表部）

## 総領事館・領事館

### ウランバートル
- スイス（領事館）

### ダルハン市
- ロシア（総領事館）

### エルデネト
- ロシア（総領事館）

### ザミンウード
- 中華人民共和国（総領事館）